# Oaivushluobbal
Oivosluobbal eller Oaivushluobbal är en sjö i Finland. Den ligger i kommunen Utsjoki i landskapet Lappland, i den norra delen av landet, 1 100 km norr om huvudstaden Helsingfors. Den ligger vid sjön Veätshakjävri. Omgivningarna runt Oivosluobbal är i huvudsak ett öppet busklandskap. Arean är 20 hektar och strandlinjen är 2,84 kilometer lång. Sjön  ingår i Tana älvs huvudavrinningsområde. 